# Randers FC
Randers FC je danski nogometni klub iz Randersa. 

## Uspjesi
- Danski Kup
  - Pobjednik (2): 2005./06., 2020./21.

## Vanjske poveznice
- Službena stranica